# Walther Schieck

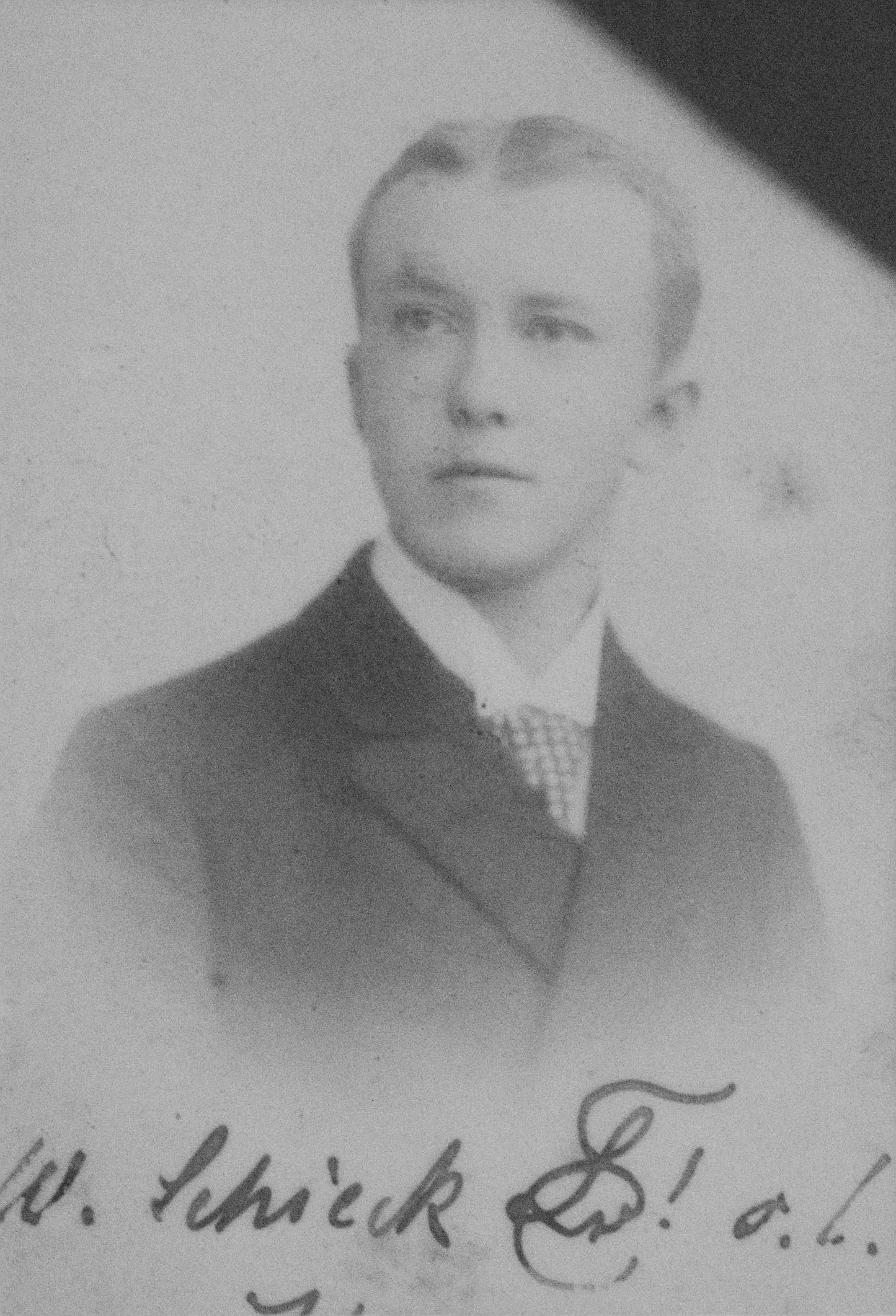
Walther Schieck als Mitglied der Studentenverbindung Leonensia

Karl Alfred Walther Schieck (* 24. August 1874 in Dresden; † 23. April 1946 ebenda) war ein deutscher Politiker (DVP). Er war von Mai 1930 bis März 1933 Ministerpräsident des Freistaats Sachsen, der letzte demokratisch gewählte vor der NS-Zeit.

## Leben
Nach einem Jurastudium in Heidelberg, wo er der Studentenverbindung Leonensia beitrat, München und Leipzig war Schieck ab 1906 im sächsischen Finanzministerium tätig. Seit dem 1. Januar 1923 war Schieck Präsident des sächsischen Staatsrechnungshofes.
Schieck war Mitglied der DVP und wurde am 6. Mai 1930 zum sächsischen Ministerpräsidenten gewählt. Er stand einem Kabinett von überwiegend parteilosen Fachministern vor. Als Ministerpräsident bekleidete er zugleich das Amt des Volksbildungsministers.

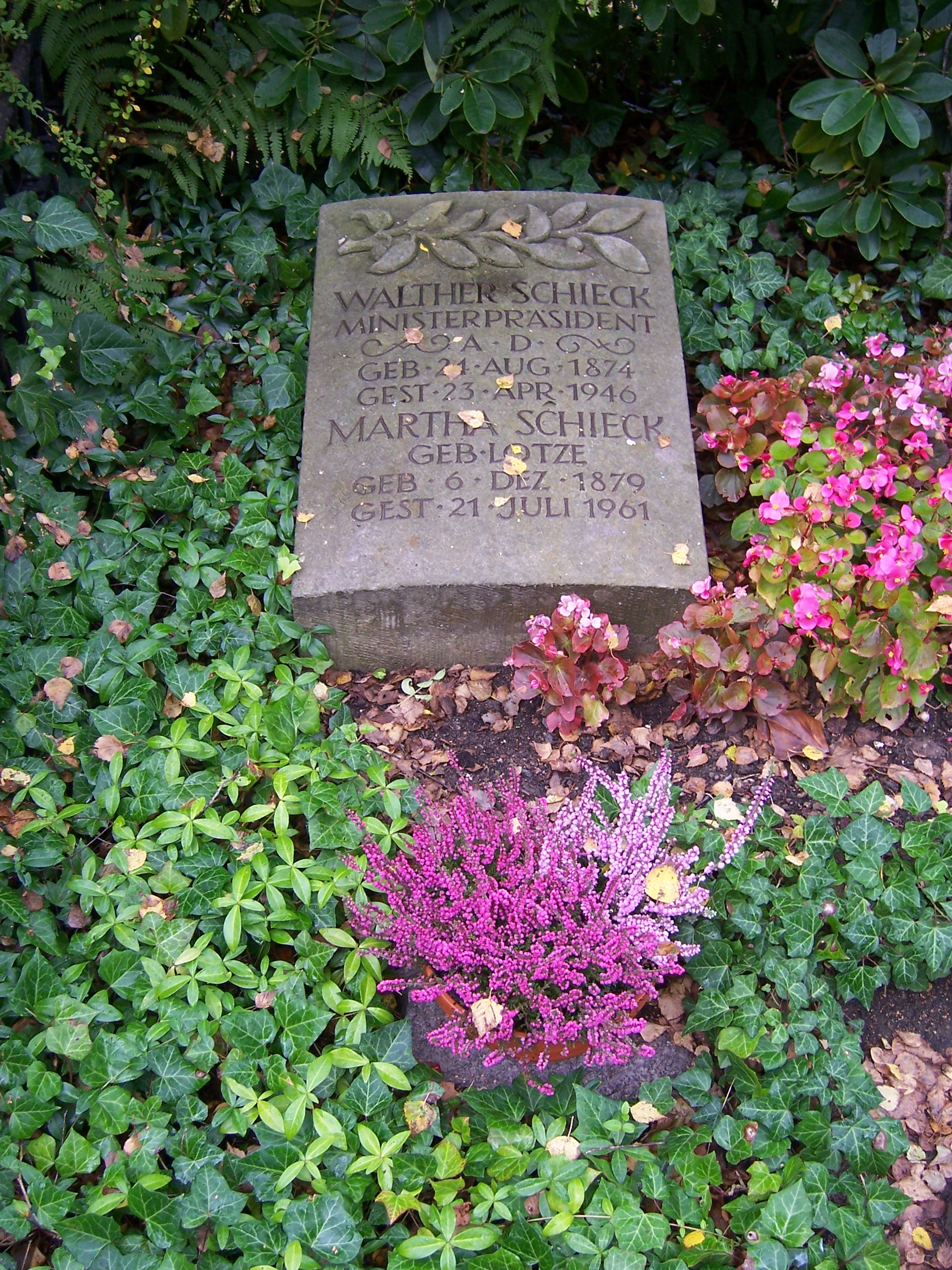
Grab von Walther Schieck auf dem Johannisfriedhof in Dresden

Nachdem ein Antrag zur Auflösung des Sächsischen Landtages mit der Mehrheit aus SPD, KPD und NSDAP am 20. Mai 1930 angenommen wurde und sich der neu gewählte fünfte Landtag am 10. Juli 1930 konstituierte, trat Schieck verfassungsgemäß zurück, bleib aber geschäftsführend bis zum 10. März 1933 im Amt. Seinen Wohnsitz hatte er in dieser Zeit in dem nach ihm auch Villa Schieck genannten, heute denkmalgeschützten, Wohnhaus seiner Familie. Im Mai 1933 trat er dem Stahlhelm, Bund der Frontsoldaten bei.
1920 wurde Schieck in die Freimaurerloge Zu den drei Schwertern und Asträa zur grünenden Raute in Dresden aufgenommen.
Er hat seine letzte Ruhestätte auf dem Johannisfriedhof in Dresden gefunden.